# Jan V z Lanuzy

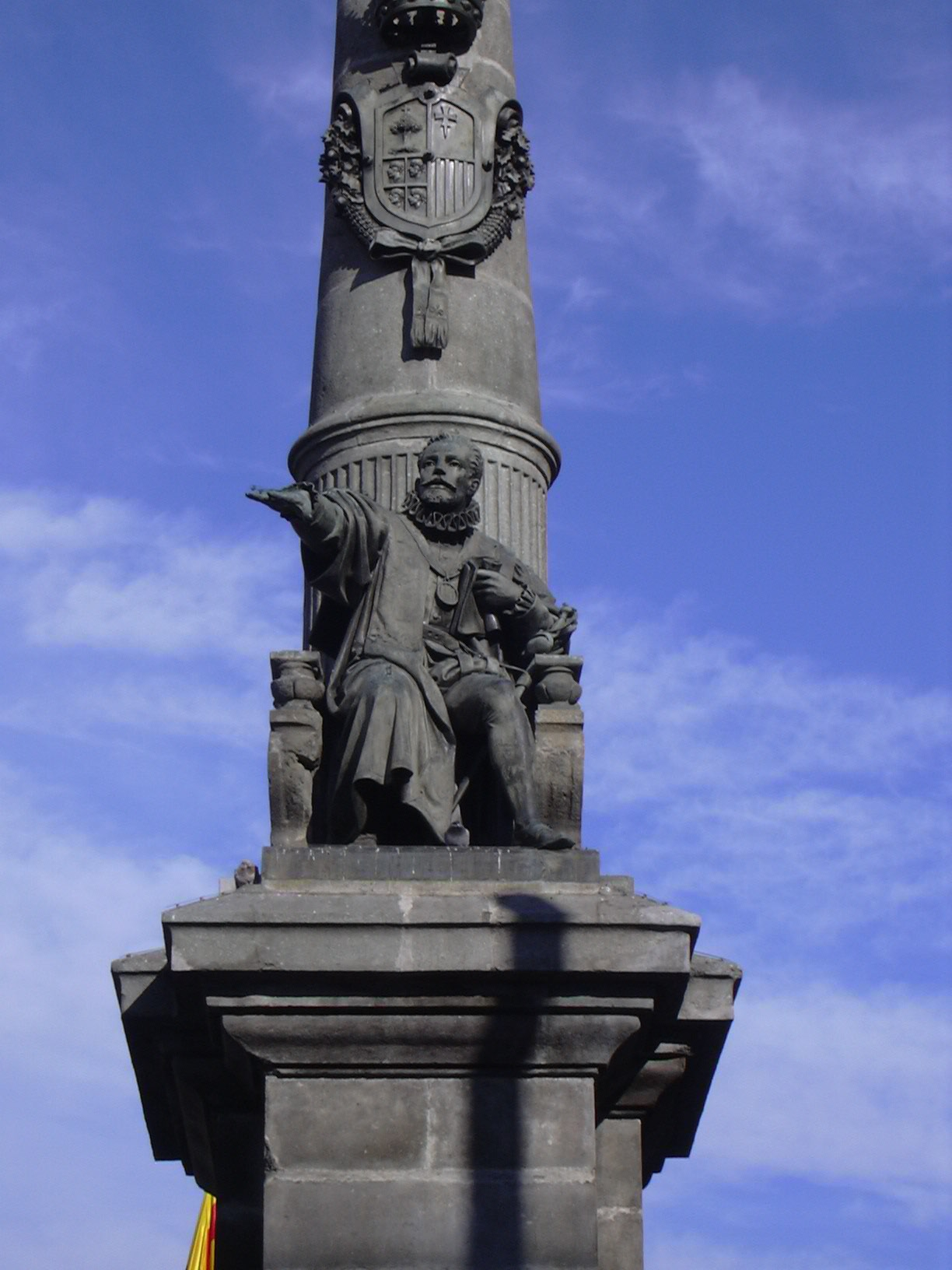
Pomnik Jana V z Lanuzy na Placu Aragońskim w Saragossie

Jan V z Lanuzy, czasem zwany: lo Moro hiszp. Juan V de Lanuza, arag. Chuan de Lanuza V, kat. Joan de Lanuza V (ur. 1564, zm. 1591 w Saragossie)  – Najwyższy Sędzia Królestwa Aragonii za panowania Filipa II. Wszedł w konflikt z królem, protestując przeciw odłączeniu od Aragonii jednego z hrabstw, Ribagorza. Udzielił też schronienia zbuntowanemu przeciw królowi Antoniowi Pérezowi.
W Saragossie na Placu Aragońskim znajduje się pomnik Jana V.